# Бека Хелер
Ребека Хелер (енгл. Rebecca Heller), познатија као Бека Хелер (енгл. Becca Heller), америчка је адвокатица специјализована за људска права. Позната је по свом противљењу Трамповој забрани путовања и по свом раду на пружању правне помоћи избеглицама кроз Међународни пројекат помоћи избеглицама, који је суоснивала и данас води.

## Образовање
Ћерка је лекара и учитеља, одрасла је у Пидмонту. Често је описивана као бунтовна средњошколка која је избегавала часове, такмичила се за дебатну екипу друге школе и касно је завршила због пропуштеног обавезног предмета физичког васпитања.
Дипломирала је на колеџу Дартмут 2005. године као Фулбрајтова стипендисткиња у Малавију, радећи на питањима политике хране.
Дипломирала је на Правном факултету Јејл 2010. године, од када је почела и да ради као гостујући предавач.

## Активизам
Основала је Међународни пројекат помоћи избеглицама 2008. године под називом „Пројекат помоћи ирачким избеглицама”, након што је наишла на ирачке избеглице на путовању у Јордан током летње праксе у Израелу и сазнала за њихову потребу за правном помоћи у добијању наслеђа.
Себе назива „интензивно неуротичном и самокритичном Јеврејком” и упоредила је третман избеглица са Блиског истока са третманом који су добиле јеврејске избеглице из нацистичке Немачке.

## Признања
Док је студирала на колеџу Дартмут, освојила је награду за хуманитарну помоћ студента Хауарда Р. Свирера од организације Campus Compact за свој рад на повезивању склоништа за бескућнике у Вермонту са остацима хране са локалних фарми.
Добитница је стипендије програма Echoing Green за 2010. годину. Освојила је награду Чарлса Бронфмана 2016. за изузетан хуманитарни рад младих Јевреја, за свој рад са Међународном пројектом помоћи избеглицама.
Проглашена је за дипломату године у области спољне политике 2017, а исте године је освојила награду Дејвида Карлинера за јавни интерес Америчког друштва за устав.
Године 2018. је добила Макартурову стипендију „Геније”. Проглашена је једном од покретача промена часописа „30 испод 30” од Christian Science Monitor.
Чланица је Савета за спољне односе.